# Meshes of the Afternoon
Meshes of the Afternoon (también conocida como Redes en el atardecer o Un falso despertar) es un cortometraje estadounidense de cine experimental y avant-garde dirigido y protagonizado por Maya Deren y Alexander Hammid, su marido. Es el debut de la directora. El corto se concibió inicialmente en completo silencio, pero en 1959 Teiji Ito añadió banda sonora.  

## Sinopsis
Una mujer al dormir en el sillón de su casa, se enzarza en un sueño en donde es incapaz de discernir entre el mundo onírico y real. En él observará, en una especie de bucle, varios elementos cotidianos de forma reiterada, como un cuchillo, un teléfono, unas escaleras etc.